# Nicasio Álvarez de Cienfuegos
Nicasio Álvarez de Cienfuegos (Madrid, 1764 – Orthez, 30 giugno 1809) è stato un poeta spagnolo.
Viene ricordato specialmente come autore di tragedie, ma il suo capolavoro è la raccolta Poesías (1798).
Fu (1809) arrestato dalle truppe di Napoleone Bonaparte per sobillazione del popolo e, condotto in Francia, vi morì.